# La Llena (Tivissa)
La Llena és una serra situada al municipi de Tivissa, a la comarca de la Ribera d'Ebre, amb una elevació màxima de 661 metres. És una continuació en sentit oriental de la serra de Tivissa. Continua vers l'est amb los Borjos.